# Martin Körber

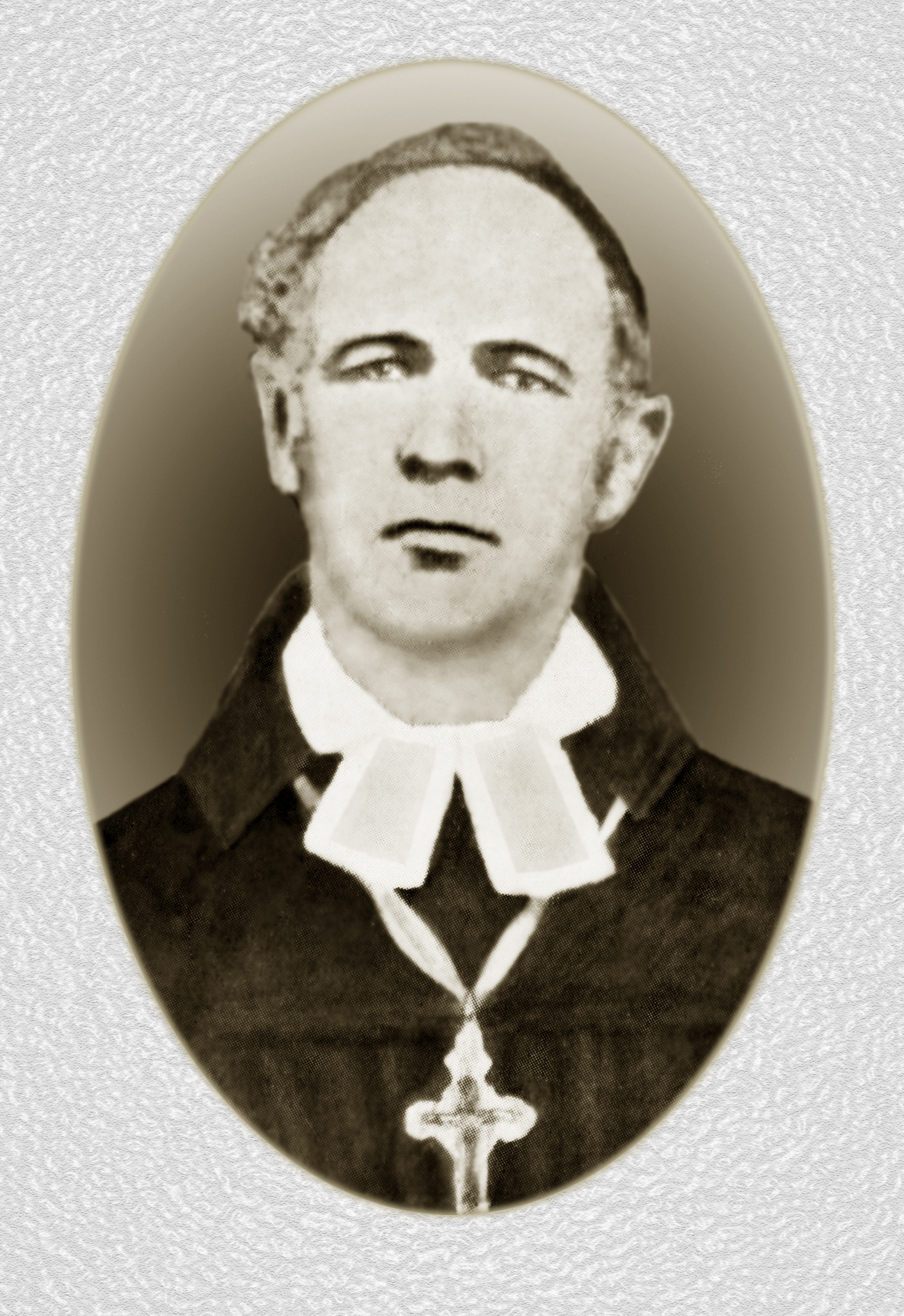
Martin Georg Emil Körber

Martin Körber (* 5. Julijul. / 17. Juli 1817greg. in Võnnu, Livland; † 5. Apriljul. / 17. April 1893greg. in Arensburg, Insel Saaremaa) war ein deutschbaltischer Pastor, Komponist, Dichter und Chorleiter im Baltikum.

## Leben
Martin Georg Emil Körber wurde als Sohn des Pastors Eduard Körber (1770–1850) im Pastorat von Võnnu (Wendau) im Kreis Tartu geboren. Sein älterer Bruder war der deutschbaltische Literat Carl Körber (1802–1883).
Körber besuchte das Gymnasium in Tartu (Dorpat). Von 1837 bis 1842 studierte er evangelische Theologie an der Kaiserlichen Universität Dorpat.
Körber war von 1842 bis 1845 als Schullehrer in Kuressaare (Arensburg) und ab 1846 als Pastor in Anseküla (Anseküll) auf der Insel Saaremaa (Ösel) tätig. In Anseküla gründete er einen estnischen Chor, mit dem er auch weltliche Lieder aufführte.
Im Juli 1862 organisierte Körber mit der lokalen estnischen Bevölkerung eine Choraufführung in der Burg von Kuressaare. Am 21. Mai 1863 organisierte er gemeinsam auf der Halbinsel Sõrve (Sworbe) ein großes weltliches Sängerfest mit 60 Sängern und 500 Zuhörern. Es war eines der ersten Sängerfeste auf dem Gebiet des heutigen Estland.
1873 ging Körber in Pension. In Kuressaare ließ er sich als Heimatforscher nieder. Dort starb er 1893. Er liegt im Dorf Kudjape in der Landgemeinde Kaarma begraben.

## Werk
Der estophile Körber hatte großen Einfluss auf die Entstehung einer estnischsprachigen Gesangstradition. Er komponierte zahlreiche Werke für Chorgesang. Seine Gesangshefte mit selbstgeschriebenen Werken enthalten über 1.000 geistliche und weltliche Lieder in deutscher und estnischer Sprache. Zu den bekanntesten Stücken, die sich heute noch Estland großer Beliebtheit erfreuen, zählen Vaikne kena kohakene, Mu isamaa armas, Ma olen väike karjane, Kus on mu kallis isamaa? und Kiigu, liigu, laevukene. Als Vorbilder diente ihm das deutsche, vornehmlich sentimentale Liedgut der damaligen Zeit. Die Drucke von Körbers Liedern waren unter der estnischen Bevölkerung weit verbreitet.
1846 veröffentlichte Körber den Katechismus Õnsa Lutterusse Katekismusse ramat, ärraselletud. Das Werk war lange in Gebrauch. Es erlebte 57 Auflagen und wurde über 300.000 mal gedruckt. Daneben schrieb Körber Erzählungen, Gebetbücher, Memoiren, Forschungen zur mythologische Sagengestalt Suur Tõll sowie als Mitglied des Vereins zur Kunde Oesels heimatkundliche und historische Abhandlungen. Das 900-seitige Opus Oesel einst und jetzt erschien erstmals 1887 im Druck und behandelt umfassend die Geschichte Saaremaas (drei Bände, 1887–1915). Bereits 1885 war Körbers Bausteine zu einer Geschichte Oesels erschienen.

## Liedersammlungen Martin Körbers
- Sörvema löuke ehk 30 mönnusat laulo (1862)
- Sarema laulik, üks mönnus luggemisse ramat nore ja wanna rahvale (1864)
- Laulud Sõrvemaalt, mitme healega (Band I 1864, Band II 1867)
- Sarema Kuldnok, ilmaliku laulude koggu nore ja wanna rahwa melejahhutuseks (1879)